# 스톨레 디미트리에프스키
스톨레 디미트리에프스키(마케도니아어: Столе Димитриевски, 1993년 12월 25일 ~ )는 라리가 클럽 발렌시아와 북마케도니아 국가대표팀에서 골키퍼로 활약하고 있는 북마케도니아의 프로 축구 선수이다.
2010년 라보트니치키에서 시작한 그는 선수 생활의 대부분을 스페인에서 보냈다. 디미트리에프스키는 청소년 대표팀에서 28경기에 출전했으며, 2015년에는 시니어 국가대표로 데뷔했다. 그는 첫 번째 메이저 대회인 UEFA 유로 2020에 국가대표로 출전했다.

## 구단 경력

### 초기 경력
쿠마노보에서 태어난 디미트리에프스키는 라보트니치키의 유소년팀을 졸업했다. 그는 2010년 10월 24일, 바르다르와의 홈 경기에서 2-0으로 승리하며 클럽 데뷔 전을 치렀다.
디미트리에프스키는 2011-12년 시즌 라보트니치키의 주전으로 활약했으며, 시즌 UEFA 유로파리그에도 팀에 합류했다. 2011년 8월 23일, 스페인 라리가 클럽 그라나다와 계약을 체결했고, 12월에야 계약이 발효되었다.

### 그라나다
2011년 12월 30일, 디미트리에프스키는 카디스로 임대되었다. 하지만 그는 테르세라 디비시온의 리저브 팀에서만 모습을 드러냈고, 2012년 여름에 다른 리저브 팀인 그라나다 B로 이적했다. 2013년 10월 12일, 그는 아틀레티코 산루케뇨에서 2-1로 패한 시즌 세군다 디비시온 B에서 팀의 세 선수 중 마지막으로 퇴장당했다.
2014년 8월 23일, 로베르토 페르난데스의 출전 정지와 오이에르 올라사발의 부상으로 이익을 얻은 디미트리에프스키는 데포르티보 라코루냐와의 홈 경기에서 2-1로 승리하며 라리가 데뷔 전을 치렀다. 하지만 클럽에서의 활약은 주로 B팀과 관련이 있었다.

### 라요 바예카노
2018년 8월 31일, 디미트리에프스키는 한 시즌 동안 라리가 클럽 라요 바예카노로 임대되었다. 처음에는 알베르토 가르시아의 백업으로 활약했지만, 11월에 클럽의 1순위 지명자가 되었다.
2019년 1월 31일, 디미트리에프스키는 클럽과 3년 6개월 영구 계약을 체결했다. 그는 2020-21년 세군다 디비시온 승격 시즌의 주전 골키퍼였지만, 루카 지단은 UEFA 유로 2020으로 인해 플레이오프에서 골을 넣었다.

### 발렌시아
2024년 6월 12일, 디미트리에프스키가 자유 이적으로 동료 1군 클럽 발렌시아에 합류하여 2년 계약을 체결하고 2024년 7월 1일부터 2년 더 옵션이 활성화될 것이라고 발표했다.

## 국가대표팀 경력
17세 이하, 19세 이하, 21세 이하 북마케도니아 국가대표로 출전한 디미트리에프스키는 2015년 11월 12일, 필리포스 2세 아레나에서 열린 몬테네그로와의 친선 경기에서 4-1로 승리하며 북마케도니아 국가대표팀 데뷔 전을 치렀다. 2021년 5월, 그는 자국 최초의 주요 국제 대회인 UEFA 유로 2020 결승전에 소집되었다. 조별 예선에서 세 경기를 모두 치렀고, 루마니아 부쿠레슈티에서 우크라이나에 2-1로 패한 루슬란 말리노우스키의 페널티킥을 막아냈다.